# Carex rupicola
Carex rupicola là một loài thực vật có hoa trong họ Cói. Loài này được (Pedersen) G.A.Wheeler mô tả khoa học đầu tiên năm 1996.